# معرض دبي الدولي لكتاب الطفل
معرض دبي الدولي لكتاب الطفل أعلنت  مؤسسة محمد بن راشد آل مكتوم أمس عن إطلاق معرض دبي الدولي لكتاب الطفل 2009،ويحتل معرض دبي الدولي لكتاب الطفل موقعاً مركزياً في استراتيجية تشجيع القراءة التي تتبناها مؤسسة محمد بن راشد آل مكتوم، وهو يمثّل مناسبة سنوية للالتقاء والتفاعل بين كافة الأطراف ذات الصلة، من مؤلفين ورسامين وناشرين، بالإضافة إلى الجمهور بصفة عامة، ومنه تنبثق فعاليات وأنشطة وشراكات جديدة تنسجم مع الهدف الأسمى المتمثل في نشر وتعزيز القراءة بين الأطفال في العالم العربي
مؤسسة محمد بن راشد آل مكتوم أمس عن إطلاق معرض دبي الدولي لكتاب الطفل 2009،
ويضع المعرض على عاتقه مهمة  دعم صناعة الترجمة والكتب المخصصة للطفل وتوقيع العقود وترجمتها وليس العرض التقليدي للكتب تحقيقاً لهدف مؤسسة محمد بن راشد في تعزيز دعم اقتصاد المعرفة في العالم العربي.
ويشارك «معرض دبي الدولي لكتاب الطفل العربي»  في العديد من معارض الكتب الإقليمية والدولية، بما فيها معرض لندن للكتاب و«معرض الكويت الدولي للكتاب 2009» و«معرض فرانكفورت الدولي للكتاب» و«معرض بولونيا لكتاب الطفل» و«معرض أبوظبي الدولي للكتاب»، و «معرض الشارقة الدولي للكتاب.» 

## رسالة المعرض
يسعى المعرض لرفع مستوى القراءة بين الأطفال العرب إلى معدلات تضاهي المستويات العالمية، وذلك عبر مبادرات متعددة تستهدف تشجيع الأطفال على القراءة، وتعزيز صناعة نشر كتب الأطفال، وتحفيز الأطفال على اقتناء الكتب والاستمتاع بقراءتها.

## أهداف المعرض
- تشجيع الأطفال في العالم العربي على القراءة
- تعزيز التفاعل بين المؤلفين والكتّاب والرسامين والناشرين العرب والعالميين في مجال كتاب الطفل
- دعم حركة التأليف والنشر في مجال كتاب الطفل العربي
- ترجمة أفضل الإصدارات العالمية لكتب الطفل إلى اللغة العربية
- تمويل الأبحاث المتعلقة بأدب الطفل
- دعم الرسامين العرب في مجال أدب الطفل